# Arteria tibiale anteriore
L’arteria tibiale anteriore origina sotto l'arcata tendinea del muscolo soleo, dove termina l'arteria poplitea, e termina al di dietro del retinacolo tarsale dove stacca il suo ramo terminale, l'arteria dorsale del piede.

## Decorso e rapporti
Dalla sua origine, si porta in basso lungo la superficie anteriore della membrana interossea, entrando a contatto con la tibia, a causa di uno spostamento mediale. 
Contrae rapporto con la capsula articolare dell'articolazione tibiotarsica al livello del legamento crociato.
Posteriormente incrocia le origini del muscolo tibiale posteriore; anteriormente è in rapporto con la membrana interossea posta lungo i margini interossei della tibia e del perone e che separa la loggia anteriore della gamba dalla loggia posteriore della gamba. Contrae rapporti, in avanti e prossimalmente, con i muscoli tibiale anteriore e estensore lungo delle dita, in avanti e distalmente, con il muscolo estensore lungo dell'alluce. 
Prossimalmente e lateralmente l'arteria tibiale anteriore è incrociata dal nervo peroneo profondo, rapporto che continua anche dopo che il nervo passa sul lato mediale dell'arteria nella sua parte più distale.

## Nota clinica
Nel quarto mediale della gamba l'arteria si fa superficiale ed è pertanto possibile prendere il polso a questo livello. Questo punto di repere del polso è incostante.